# Friedrich von Wieser

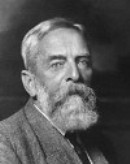
Friedrich Freiherr von Wieser

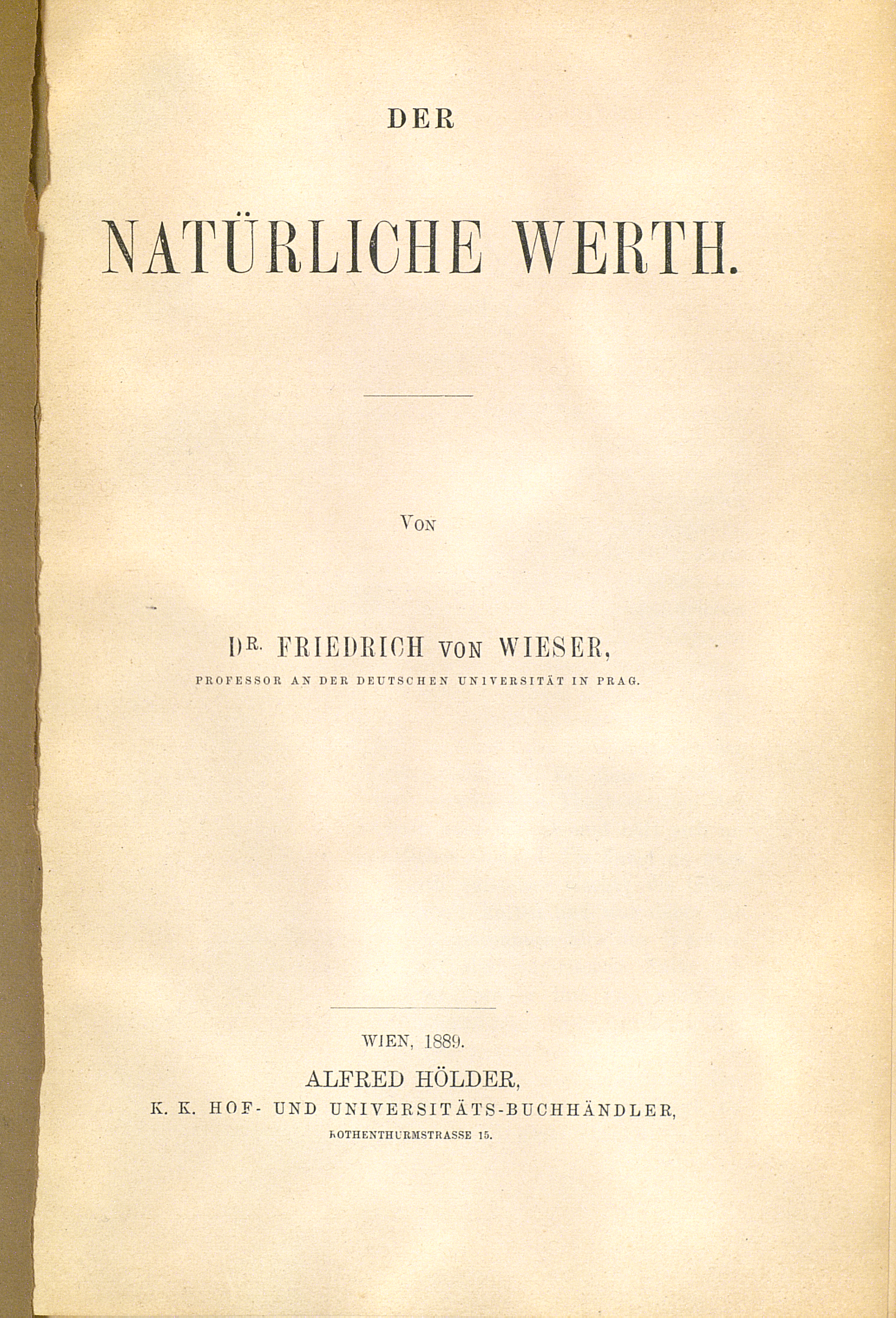
Naturliche Werth, 1889

Friedrich Freiherr von Wieser (Wenen, 10 juli 1851 - 22 juli 1926) was een vroeg lid van de Oostenrijkse School van de economie. Hij muntte de begrippen "marginaal nut" en "alternatieve kosten". Daarnaast ontwikkelde hij een nieuwe theorie voor de toewijzing van waarde aan productiemiddelen, een alternatieve kostentheorie en een geldtheorie.

## Leven
Hij was de zoon van de "Hofrat" (adviseur van het hof) Leopold von Wieser, een hoge ambtenaar binnen het Oostenrijkse ministerie van defensie. De titel Freiherr is een titel die gelijkwaardig is aan de bekendere titel Baron.
Hij studeerde sociologie en rechten. In 1872, het jaar waarin hij zijn diploma behaalde, kwam hij in aanraking met het werk van de oprichter van de Oostenrijkse school, Carl Menger. Hij las diens Grundsätze en verlegde zijn belangstelling naar de economische theorie
Wieser bekleedde functies aan de universiteiten van Wenen en Praag totdat hij in 1903 Carl Menger in Wenen opvolgde, waar hij samen met zijn zwager Eugen von Böhm-Bawerk, in de late jaren 1890 en vroege jaren 1900 de volgende generatie Oostenrijkse economen vormde. Onder zijn studenten waren Ludwig von Mises, Friedrich Hayek en Joseph Schumpeter.
In 1917 was hij korte tijd Oostenrijks minister van Financiën.

## Bijdragen[2]

### Toerekeningstheorie voor de waarde van productiefactoren
Von Wieser constateerde een manco in deze theorie bij zijn leermeester Carl Menger en andere economen van de Oostenrijkse School. Hij baseerde zijn toerekeningstheorie van kosten op de veronderstelling dat de productiefactoren in iedere industrie in vaste verhoudingen bestaan, maar dat deze verhoudingen per industrie verschillen. Dit was een van de eerste wiskundige oplossingen van het probleem de prijzen te bepalen van de factoren van productie.

Voorbeeld:

Industrie 1: X + Y =      300

Industrie 2: 2X + Z =     700

Industrie 3: 4Y + 3Z = 2300

Hieruit kan met behulp van lineaire programmering worden berekend:  X = 100, Y = 200, Z = 500.

### Theorie vooralternatieve kosten
De kosten bestaan hierbij uit het beste alternatieve gebruik van de productiemiddelen.

Voorbeeld:

Nodig voor de productie van F zijn X + Y.  F = 300. 

Stel dat het beste alternatieve gebruik van X + Y is de productie G met een waarde van G = 250.

Nu zijn de kosten van F de waarde van G = 250.

### Geldtheorie
Deze werd gebaseerd op de marginale kostentheorie (Grensnutzen).

### Begrippen
De begrippen “alternatieve kosten” (“opportunity costs”) en “marginaal nut” (Grensnutzen) werden door hem geïntrduceerd en worden nog steeds veel gebruikt. Het "marginale nut" of "Grensnutzen" ontleende hij aan Johann Heinrich von Thünen. Deze gebruikte de term "Grenzkosten".

## Voetnoten
1. ↑  (en)  Joseph A. Schumpeter, Ten Great Economists From Marx to Keynes, 1951, appendix 2, blz. 298, herdrukt uit The Economic Journal, vol. XXXVII, nr. 146, juni 1927.
2. ↑  Voor deze aanvulling werden aan het Engelstalige Wikipedia-artikel Friedrich van Wieser veel feiten ontleend.
3. ↑  Zievan : Friedrich von Wieser, Theorie der gesellschaftlichen Wirtschaft 1914.

- Bibliothèque nationale de France: cb12282924d (data)
- CiNii: DA02016952
- Gemeinsame Normdatei: 119111403
- International Standard Name Identifier: 0000 0001 0886 5314
- Library of Congress Control Number: n83208076
- Mathematics Genealogy Project: 200078
- Bibliotheek van het Japanse parlement: 00527326
- Nationale Bibliotheek van Tsjechië: skuk0001485
- Nationale Bibliotheek van Israël: 987007308963505171
- Nationale Bibliotheek van Polen: a0000001901878
- Nederlandse Thesaurus van Auteursnamen: 070851085
- LIBRIS: 260742
- SNAC: w6th8shq
- Système universitaire de documentation: 031771823
- Virtual International Authority File: 34519286
- WorldCat: E39PBJc3GjCXkVtJDvYmf4JRrq